# Ophiothrix vigelandi
Ophiothrix vigelandi is een slangster uit de familie Ophiotrichidae.
De wetenschappelijke naam van de soort werd in 1968 gepubliceerd door Ailsa McGown Clark.